# Оксфордський канал
О́ксфордський кана́л (англ. Oxford Canal) — довгий і вузький канал у центральній Англії, з'єднує міста Оксфорд і Ковентрі. З'єднується з річкою Темзою в Оксфорді, а також із каналом Гранд-Юніон та каналом Ковентрі. Проходить територією графств Оксфордшир, Нортгемптоншир та Ворикшир. Довжина каналу — 130 км. На своєму шляху канал має низку шлюзів та водних тунелів. Між Банбері та Оксфордом проходить долиною річки Чарвелл, у багатьох місцях використовуючи її русло.
Будівництво каналу велося в кілька етапів у другій половині XVIII століття. Формально канал повністю відкрито 1 січня 1790 року. Незабаром канал став важливою транспортною артерією Англії, використовувався для транспортування вугілля, каменю, сільськогосподарської продукції тощо.
Канал активно використовувався з комерційною метою до середини 1960-х років. Нині він переважно має рекреаційне призначення. Оксфордський канал формує частину Ворикширського кільця — популярного у туристів кільця каналів.